# Stadio Aldo Drosina
Lo stadio Aldo Drosina (in croato stadion Aldo Drosina) è uno stadio di Pola, in Croazia, usato a partire dal 2011 per le partite casalinghe del NK Istra 1961 e del NK Istra. È intitolato all'omonimo ex calciatore e allenatore Aldo Drosina, nativo di Pola.
Tra il marzo 2009 e il gennaio 2011 l'impianto è stato ristrutturato e poi inaugurato il 9 febbraio 2011 dalla partita amichevole tra la nazionale croata e la nazionale ceca, terminata 4-2 per i padroni di casa. Ha una capienza di 8.923 posti di cui 93 posti VIP, 40 per le persone con mobilità ridotta e 22 cabine per i cronisti.
Lo stadio è risultato conforme anche alle norme UEFA nel 2011.